# Dutch Antilles Express

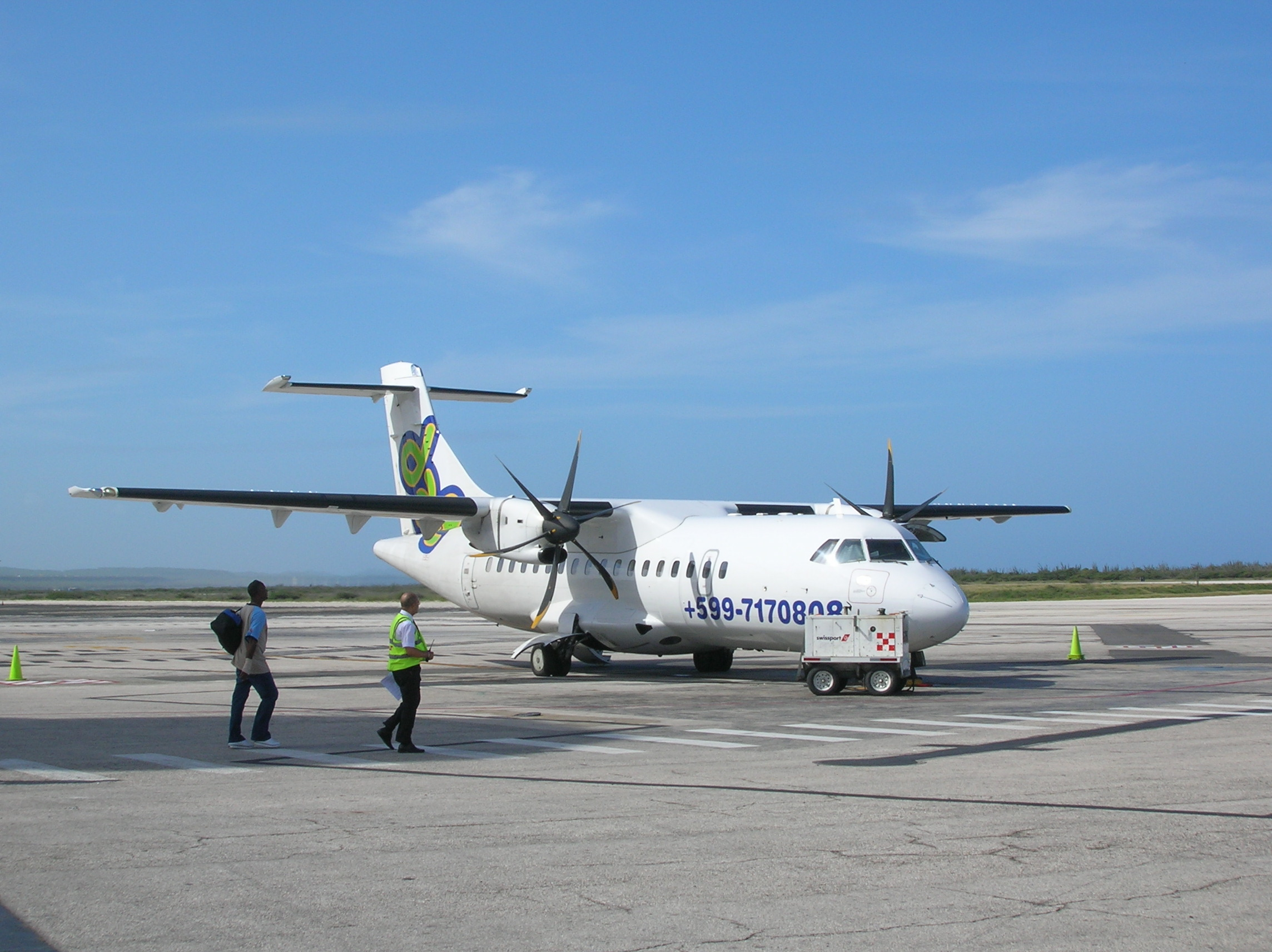
Imagem ilustrativa

A Dutch Antilles Express é uma companhia aérea de pequeno porte, com sede em Curaçao. Opera voos para a América Central e do Sul, sendo atualmente 9 destinos. Suas aeronaves são basicamente o Fokker 100 (com capacidade para até 100 passageiros) e ATR 42-300/320 (com capacidade para até 46 passageiros). Recentemente está fechando acordos para voos Codshare com a Copa Airlines.